# Marele Război pentru Apărarea Patriei (termen)

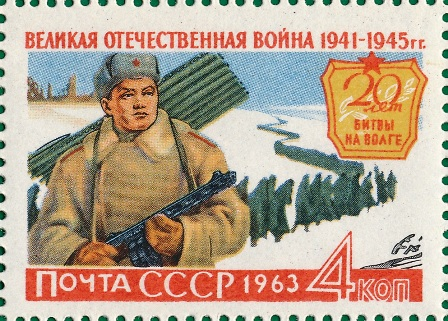
Timbru sovietic din 1963, comemorând Bătălia de la Stalingrad

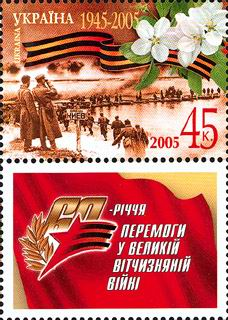
Timbru ucrainean care comemorează 60 de ani de la victoria în "Marele Război pentru Apărarea Patriei"

Marele Război Patriotic sau Marele Război pentru Apărarea Patriei (în rusă Вели́кая Оте́чественная война́, în ucraineană Велика Вітчизняна війна) este denumirea folosită în Uniunea Sovietică și în unele state postsovietice pentru a desemna Frontul de Răsărit (Al Doilea Război Mondial), deschis atunci când Germania Nazistă a invadat URSS-ul și finalizat cu victoria sovietică.
În general, perioada inclusă în Marele Război Patriotic este între 22 iunie 1941 și 9 mai 1945, excluzând astfel invazia sovietică a Poloniei, a țărilor baltice, precum și ocupația sovietică a Basarabiei și Bucovinei de Nord (toate realizându-se datorită pactului de neagresiune germano-sovietic).
În perioada sovietică evenimentul era tratat cu mare fast, având loc mari sărbători cu ocazia victoriei sovietice asupra Germaniei naziste, Marele Război Patriotic fiind, de asemenea, un subiect al multor filme sovietice. În prezent, atât în Rusia, cât și în majoritatea statelor post-sovietice, evenimentul este privit ca cea mai importantă parte a celui de-Al Doilea Război Mondial. Doar Uzbekistan și Ucraina (care a renunțat la denumirea de Marele Război pentru Apărarea Patriei în 2015) nu recunosc termenul.
În Republica Moldova, termenul este folosit de mai multe grupări proruse (cum ar fi Partidul Socialiștilor din Republica Moldova, Partidul Comuniștilor din Republica Moldova, Partidul Șor).